# Rivadavia megye (San Juan)
Rivadavia egy megye Argentína nyugati részén, San Juan tartományban. Székhelye Rivadavia.

## Népesség
A megye népessége a közelmúltban a következőképpen változott:
| Év   | Lakosság |
| ---- | -------- |
| 2001 | 75 698   |
| 2010 | 82 641   |